# Piotr Vernier
Piotr (Pierre François Denis) Vernier (23 sierpnia 1803 w Belfort, zm. 9 stycznia 1890 w Puławach) - botanik, ogrodnik, nauczyciel, publicysta i rysownik.

## Życiorys
Wychował się w wielodzietnej rodzinie francusko-alzackiej w Belfort. Ukończył studia przyrodnicze na Uniwersytecie w Heidelbergu. Potem pracował jako samodzielny ogrodnik w Laszkach koło Chyrowa (1821-1828) i Puławach. Współpracował z Feliksem Bieczyńskim przy zakładaniu ogrodu publicznego przy trakcie lubartowskim w Lublinie. Po konfiskacie mienia Czartoryskim po upadku powstania listopadowego pomagał ratować dobra kultury znajdujące się w pałacu Czartoryskich w Puławach.
W latach 1853–1856 uczył j. francuskiego w gimnazjum w Żytomierzu, gdzie przyjaźnił się z Józefem Ignacym Kraszewskim. Potem uczył prywatnie j. francuskiego.
Do Puław wrócił około 1871 r. Od tego czasu publikował artykuły i rysunki w prasie francuskojęzycznej. Opracował atlas grzybów, przekazany do publikacji Władysławowi Czartoryskiemu.
Źródło
- Andrzej Kaproń: Piotr Vernier, "Gazeta Wyborcza", dodatek "Lublin" z dn. 20 lipca 2009, nr 168, s. 6.